# Bagieniec

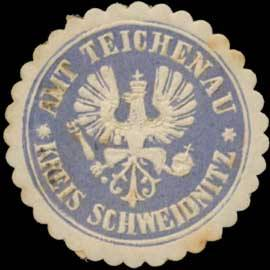
Siegelmarke Amt Teichenau

 Bagieniec  ([baˈɡʲɛɲɛt͡s]; deutsch Teichenau) ist ein Dorf in der Stadt- und Landgemeinde Jaworzyna Śląska (Königszelt) im Powiat Świdnicki (Kreis Schweidnitz) der Woiwodschaft Niederschlesien in Polen.

## Geographie
Bagieniec liegt am gleichnamigen Fluss Bagieniec, fünf Kilometer südöstlich von Jaworzyna Śląska und sieben Kilometer nördlich von Świdnica (Schweidnitz).
Nachbarorte sind Wierzbna (Würben) im Nordosten, Wiśniowa (Roth Kirschdorf) im Südosten, Tomkowa (Tunkendorf) im Südwesten und Bolesławice (Bunzelwitz) im Südwesten.

## Geschichte
Das spätere Teichenau wurde erstmals im Jahre 1307 in einem Dokument des Breslauer Bischofs Heinrich von Würben urkundlich erwähnt, der die Einnahmen von „Tychenow“ der Kirche in Würben bestätigte. Es gehörte zum Herzogtum Schweidnitz, das nach dem Tod des Herzogs Bolko II. 1368 als Erbfürstentum an den späteren böhmischen König Wenzel fiel. Er war der einzige Sohn der böhmischen Königin und Herzogin von Schweidnitz, Anna von Schweidnitz. 1369 gelangte Teichenau als Lehen an den Zobter Burggrafen Nikolaus von Sachenkirch. Im 15. Jahrhundert war Teichenau ein sächsisches Lehen, und 1499 wurde es von Paul Herden erworben, der es dem Hans Hotzendorf verkaufte. Dieser verkaufte Teichenau 1545 dem Hans von Rohnau auf Guhlau, bei dessen Nachkommen es bis 1633 verblieb. Nachfolgend gehörte es der Familie von Luck.
Nach dem Ersten Schlesischen Krieg fiel Teichenau 1742 mit dem größten Teil Schlesiens an Preußen, von dem es 1775 als ein Lehen an die Herren von Zedlitz vergeben wurde. Nach der Neugliederung Preußens gelangte es 1815 an die Provinz Schlesien und gehörte ab 1816 zum Landkreis Schweidnitz, mit dem es bis 1945 verbunden blieb. 1785 bestand Teichenau aus drei Gärtnern, 22 Häuslern, einem Vorwerk und zwei Wassermühlen. Die Anzahl der Einwohner betrug damals 187. 1845 waren es 34 Häuser, ein herrschaftliches Schloss, ein Vorwerk, 281 Einwohner (71 katholisch und der Rest evangelisch), evangelische Friedenskirche vor Schweidnitz, eine evangelische Schule mit einem Lehrer, katholische Kirche zu Würben, zwei Wassermühlen mit drei Einwohnern, eine Brauerei, 15 Handwerker und ein Höcker. 1845 war der Besitzer der Landesälteste von Lieres. Der Kaufpreis des Gutes betrug 1834 40.000 Reichstaler. 1874 wurde der Amtsbezirk Teichenau gebildet, zu dem die Landgemeinden Roth Kirschdorf, Säbischdorf, Teichenau, Tunkendorf und Zülzendorf sowie die gleichnamigen Gutsbezirke gehörten. 1884 wurde die Herrschaft Teichenau zu einem Familienfideikommiss und 1917 zu einem Majorat umgewandelt. Letzter Besitzer war Karl August von Zedlitz, dessen Familie 1945 enteignet wurde.
Als Folge des Zweiten Weltkriegs fiel Teichenau 1945 zusammen mit dem größten Teil Schlesiens an Polen. Zunächst wurde es in Tachonow und 1946 Bagieniec umbenannt. Die deutsche Bevölkerung wurde, soweit sie nicht vorher geflohen war, vertrieben. Die neu angesiedelten Bewohner stammten zum Teil aus Ostpolen, das an die Sowjetunion gefallen war. 1975 bis 1998 gehörte Bagieniec zur Woiwodschaft Wałbrzych (Waldenburg). Diese wurde mit der Verwaltungsreform 1999 aufgelöst. Seither gehört Bagieniec zur Woiwodschaft Niederschlesien.

## Sehenswürdigkeiten

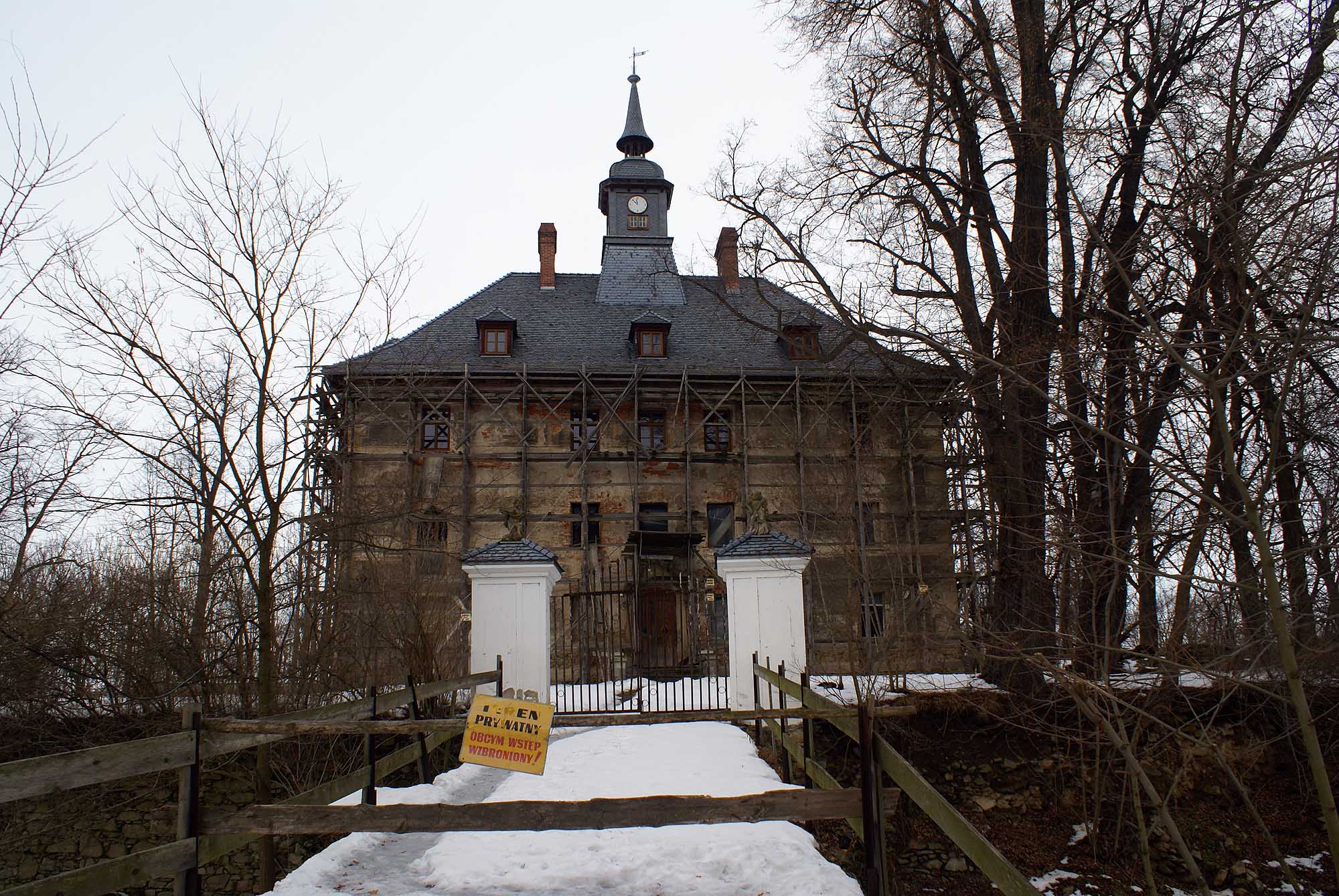
Schloss Teichenau

- Das Schloss Teichenau (polnisch Dwór w Bagieńcu) entstand anstelle eines in der zweiten Hälfte des 14. Jahrhunderts von Nikolaus von Sachenkirch errichteten Wohnturms, der 1620/30 unter den Herren von Rohnau umgebaut und erweitert wurde. Weitere Umbauten erfolgten Anfang des 18. Jahrhunderts und nach 1920 durch die Herren von Zedlitz. Das dreistöckige Gebäude ist von Graben und Teich umgeben.

## Söhne und Töchter
- Ilse von Bredow (1922–2014), deutsche Schriftstellerin